# Font de Sant Bernat Calbó
La Font de Sant Bernat Calbó és una font pública del municipi d'Aiguamúrcia (Alt Camp). És una obra inclosa en l'Inventari del Patrimoni Arquitectònic de Catalunya.

## Descripció
La font de Sant Bernat Calbó és un element aïllat que es troba en el centre de la plaça del mateix nom. Està formada per una pica circular, de pedra, i per un cos central a manera de pilar, el cim del qual es troba la imatge mitrada del sant titular. Originalment tenia una sistema de canals a diferents altures, que donaven lloc a un senzill joc d'aigua. Dissortadament, en l'actualitat en resten només les canelles baixes.

## Història
La font es va construir el segle xviii i està dedicada a Sant Bernat Calbó, que dona nom a la plaça. La tipologia de la font respon a l'esperit constructiu estès per tota la península Ibèrica a partir de les construccions de La Granja i Aranjuez en el segle xviii, esperit que també va introduir-se als monestirs. La imatge, el cap de la qual havia desaparegut entrada la segons meitat del segle passat, a ser restaurada l'any 1931 per l'entitat barcelonina "Amics de l'art vell".